# Kvarntjärnen (Ytterhogdals socken, Hälsingland)
Kvarntjärnen är en sjö i Härjedalens kommun i Hälsingland och ingår i Ljusnans huvudavrinningsområde.